# 립모터 B01
립모터 B01(영어: Leapmotor B01, 중국어 간체자: 零跑B01, 병음: Língpǎo B01)은 립모터에서 생산 예정인 소형 세단이다. 또한 B 시리즈 모델 라인업 중 두 번째 차량이다.
2025년 상하이 오토쇼에서 2025년 4월에 공개되었다.

## 개요

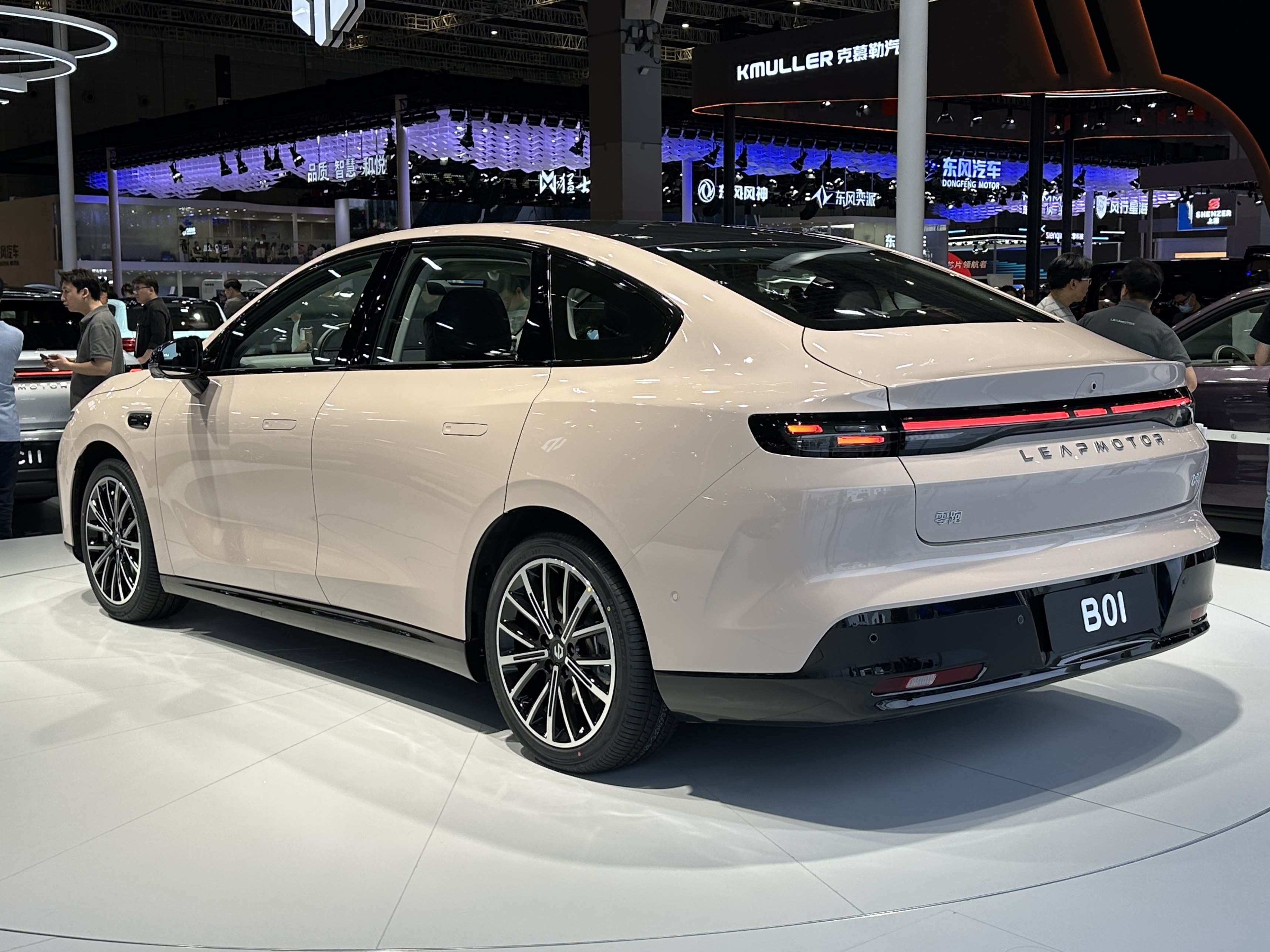
립모터 B01 후면

B01은 같은 달 초에 출시된 립모터 B10과 동일한 LEAP 3.5 플랫폼을 사용한다.
B01은 분할 헤드라이트 디자인과 팝아웃 도어 핸들, 18인치 알로이 휠, 라이트 바 스타일 테일라이트와 함께 3줄 주간 주행등을 갖춘 다른 립모터 모델의 중력장 디자인 언어를 따른다.

## 특징
내부에는 14.6인치 2.5K 터치스크린과 무선 업데이트를 지원하는 8.8인치 디지털 클러스터가 사용되었다. 터치스크린은 대부분의 모델에서 퀄컴 스냅드래곤 8155 칩으로 구동되며, 고급 모델에서는 스냅드래곤 8295 칩으로 구동된다. 256색 앰비언트 라이팅 시스템도 B01에 포함되어 있다. 상위 트림에는 LiDAR 시스템과 퀄컴 스냅드래곤 라이드 8650 칩이 탑재되어 ADAS 시스템을 구동한다. 모든 트림에는 조절 가능한 열선 및 통풍 시트가 사용된다.

## 파워트레인
B10과 마찬가지로 B01은 800V 충전 아키텍처를 기반으로 하는 두 가지 후륜 구동 전기 파워트레인을 사용할 수 있다. 기본 모델은 후방 차축에 장착된 132 kW 모터를 사용하며, 다른 모든 트림은 동일한 방식으로 장착된 160 kW 모터를 사용한다. 모든 트림은 56.2 kWh 및 67.1 kWh LFP 배터리를 모두 사용하며, 기본 트림은 56.2 kWh 배터리만 사용할 수 있다. 56.2 kWh 배터리를 장착한 모델은 1회 충전으로 510 to 550 킬로미터 (317 to 342 mi)를 주행할 수 있으며, 67.1 kWh 배터리를 장착한 모델은 1회 충전으로 650 킬로미터 (404 mi)를 주행할 수 있다. DC 고속 충전은 배터리 종류에 관계없이 30%에서 80%까지 약 20분이 소요된다.